# Рогальский, Павел Петрович
Павел Петрович Рогальский (1904, Гадяч, Полтавская губерния, Российская империя — 1987, Алма-Ата, Казахская ССР) — советский актёр, народный артист Казахской ССР (1957).

## Биография
Творчество начал в Днепропетровске в Музыкальном театре имени Т. Шевченко. В 1927-1935 годах работал в Украинском передвижном театре. Проявил себя как актёр яркого характерного дарования, в основном комедийного плана.
В 1935 году — актёр Тобольского театра.
С 1937 года — актёр Северо-Казахстанского областного театра драмы имени Н. Погодина. Исполнял роли Расплюева в «Свадьбе Кречинского» А. Сухово-Кобылина, Бублика в «Платоне Кречете» А. Корнейчука, Ценловича в «Докторе философии» Б. Нушича и др. Глубиной психологического проникновения во внутренний мир героя отличаются созданные им образы в пьесах В. Кочетова «Братья Ершовы» (Чибисов), А. Афигоненова «Машенька» (Окаемов), Г. Мусрепова «Поэма о любви» (Карабай), И. Штока «Ленинградский проспект» (Дмитрий Сергеевич), М. Аверина «На берегах Ишима» (Архипыч).